# Sarah Helen Whitman
Sarah Helen Power Whitman (Providence, Rhode Island, 19 de enero de 1803 - Providence, 27 de junio 
de 1878), fue una poetisa y ensayista estadounidense, adscrita a los movimientos trascendentalista y espiritualista. Mantuvo una relación sentimental con el escritor Edgar Allan Poe.

## Biografía

### Primeros años
Nació en Providence, Rhode Island, el mismo día que Poe aunque varios años antes. En 1828 contrajo matrimonio con el escritor John Winslow Whitman, quien había sido coeditor del Boston Spectator and Ladies' Album, lo que permitió a Sarah publicar alguna de sus poesías con el nombre "Helen". John murió en 1833; él y Sarah no habían tenido hijos.
Se dice que la escritora tenía una afección de corazón que trataba a base de éter, con el cual impregnaba su pañuelo.
Whitman era amiga de Margaret Fuller y otros intelectuales de Nueva Inglaterra. Se hizo trascendentalista tras escuchar unas conferencias de Ralph Waldo Emerson. También se interesó por la ciencia, el mesmerismo y el ocultismo.

### Relación con Poe
Whitman y Poe se encontraron por primera vez en Providence, Rhode Island, en julio de 1845. Poe había asistido a una conferencia de su amiga, la poetisa Frances Sargent Osgood. Finalizada ésta, Poe y Osgood salieron a pasear y vieron a Whitman en su rosaleda, en la parte de atrás de su casa. Poe en esta ocasión no quiso serle presentado.
Una amiga, Anne Lynch Botta, había pedido a Whitman que escribiera un poema para el día de San Valentín de 1848. Ella accedió, dedicándolo a Poe, aunque Poe no estaba en la ciudad. Poe oyó hablar del poema, "To Edgar Allan Poe", y le devolvió el detalle enviando anónimamente a Whitman uno de sus primeros poemas: "To Helen". Whitman, no sabiendo quién era el remitente, no contestó. Tres meses más tarde, Poe escribió un nuevo poema con el mismo título, aludiendo a la ocasión en que la vio en su jardín años antes.
Poe parece ser que intentó encontrarse con ella hacia la época en que se dice que intentó suicidarse. Antes de tomar un tren a Boston desde Lowell, Massachusetts, en su camino a Providence, tomó dos dosis de láudano. Al llegar a Boston estaba muy enfermo, pudiendo haber muerto. Luego pasó con Whitman cuatro días en Providence. Ambos compartían una pasión común por la literatura, pero Poe había tenido algún altercado con algunos de los amigos de ella, tales como Elizabeth F. Ellet, Margaret Fuller y otros trascendentalistas. Le dijo: «Lo siento de corazón, Helen, pero debo decirte que algunos de tus amigos no lo son míos.»
Los dos se intercambiaron cartas y poemas, y posteriormente se habló de matrimonio. Llegaron a un acuerdo en diciembre de 1848. Poe había aceptado permanecer sobrio durante el noviazgo, pero faltó a su palabra solo unos días más tarde. La madre de Whitman descubrió que Poe tenía también relaciones con Annie Richmond y su novia de la infancia, Sarah Elmira Royster. Aun así, las cosas siguieron su curso y en enero de 1849 varios periódicos anunciaron el próximo enlace. La boda fue concertada pese a la oposición de unos y otros. Parece ser que Whitman recibió entonces una carta anónima en la que le informaron de que Poe había traicionado su juramento sobre permanecer sobrio, con lo que ella puso fin a la relación. Poe dijo en una carta a su novia, a la que llamaba "querida señora", que culpaba a la madre de ella por la ruptura. Rufus Wilmot Griswold, el infamante primer biógrafo del escritor, afirmó que Poe había puesto fin a su relación con Whitman el día antes de su boda al cometer un abominable escándalo estando bebido, por lo que había tenido que ser avisada la policía.

### Últimos años

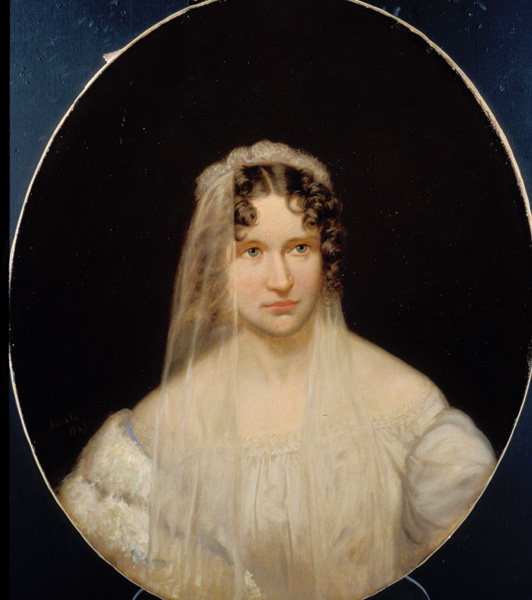
Sarah Helen Whitman en 1869.

El libro de poemas de Whitman Hours of Life, and Other Poems fue publicado cuatro años después de la muerte de Poe, en 1853. En 1860, once años después de aquella, publicó un libro en defensa de Poe contra sus críticos, particularmente Griswold. Lo tituló: Edgar Allan Poe and His Critics ('E. A. P. y sus críticos'). Un periódico de Baltimore manifestó que el libro había sido un noble esfuerzo, pero que, sin embargo, «no podía borrar las deshonrosas pruebas recogidas en la biografía del Dr. Griswold». El libro inspiró a otro autor, William Douglas O'Connor, a escribir una defensa similar de Walt Whitman en su libro The Good Gray Poet (1866).

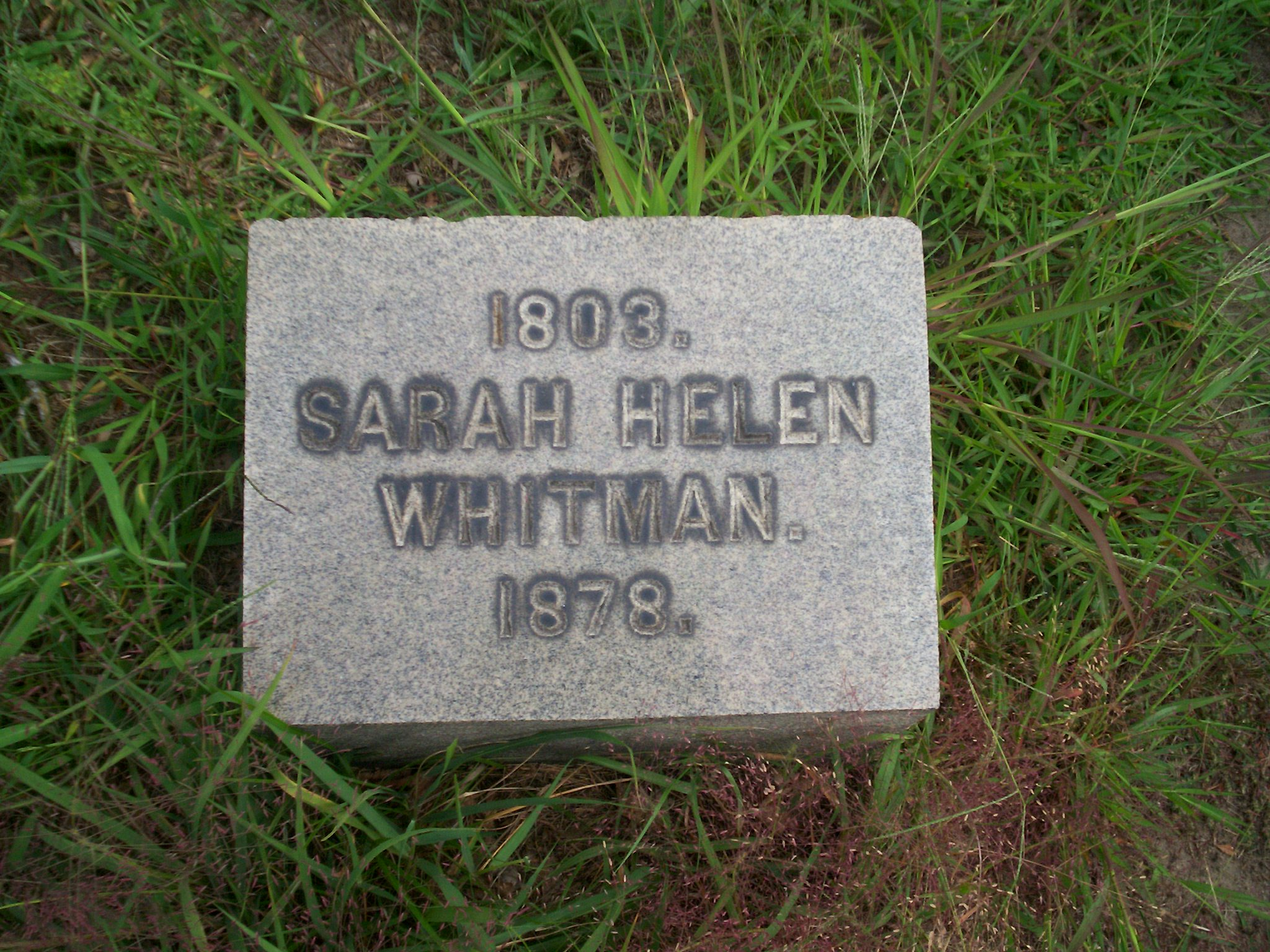
Tumba de Sarah Helen Whitman.

Whitman murió en 1878, a los 75 años de edad, en casa de un amigo, en la calle Bowen, de Providence (Rhode Island), y está enterrada en el North Burial Ground. En su testamento, se destina la mayor parte de su patrimonio a la publicación de su propia poesía y la de su hermana. También dejó dinero a la Providence Association for the Benefit of Colored Children (a favor de los niños de color) y la Rhode Island Society for the Prevention of Cruelty to Animals (protectora de animales), ambas de su ciudad.